# Вітленд
Вітленд (англ. Wheatland) — місто (англ. town) в США, в окрузі Платт штату Вайомінг. Населення — 3588 осіб (2020).

## Географія
Вітленд розташований за координатами 42°3′6″ пн. ш. 104°57′34″ зх. д. / 42.05167° пн. ш. 104.95944° зх. д. (42.051647, -104.959464).  За даними Бюро перепису населення США в 2010 році місто мало площу 10,61 км², уся площа — суходіл.

### Клімат
| Клімат : Вітленд                   | Клімат : Вітленд | Клімат : Вітленд | Клімат : Вітленд | Клімат : Вітленд | Клімат : Вітленд | Клімат : Вітленд | Клімат : Вітленд | Клімат : Вітленд | Клімат : Вітленд | Клімат : Вітленд | Клімат : Вітленд | Клімат : Вітленд | Клімат : Вітленд |
| Показник                           | Січ.             | Лют.             | Бер.             | Квіт.            | Трав.            | Черв.            | Лип.             | Серп.            | Вер.             | Жовт.            | Лист.            | Груд.            | Рік              |
| Абсолютний максимум, °C            | 21,1             | 23,3             | 27,2             | 32,2             | 36,7             | 41,1             | 41,7             | 39,4             | 38,3             | 32,2             | 27,2             | 24,4             | 41,7             |
| Середній максимум, °C              | 5,0              | 7,5              | 12,0             | 16,6             | 21,7             | 27,8             | 31,7             | 30,8             | 25,7             | 19,1             | 10,1             | 5,7              | 17,9             |
| Середня температура, °C            | −1,9             | 0,3              | 4,2              | 8,2              | 13,3             | 18,8             | 22,3             | 21,3             | 16,1             | 10,1             | 3,1              | −1,2             | 9,6              |
| Середній мінімум, °C               | −8,8             | −6,9             | −3,7             | −0,2             | 4,9              | 9,7              | 12,8             | 11,8             | 6,3              | 1,0              | −4,1             | −8               | 1,3              |
| Абсолютний мінімум, °C             | −37,8            | −37,2            | −31,7            | −30              | −10,6            | −2,2             | 1,7              | 1,7              | −11,1            | −22,8            | −27,8            | −39,4            | −39,4            |
| Норма опадів, мм                   | 6                | 8                | 16               | 37               | 63               | 51               | 45               | 32               | 32               | 22               | 13               | 7                | 332              |
| ---------------------------------- | ---------------- | ---------------- | ---------------- | ---------------- | ---------------- | ---------------- | ---------------- | ---------------- | ---------------- | ---------------- | ---------------- | ---------------- | ---------------- |
| Джерело: NOAA (normals, 1971–2000) |                  |                  |                  |                  |                  |                  |                  |                  |                  |                  |                  |                  |                  |

## Демографія
Згідно з переписом 2010 року, у місті мешкало 3627 осіб у 1657 домогосподарствах у складі 974 родин. Густота населення становила 342 особи/км².  Було 1879 помешкань (177/км²).
Расовий склад населення:
| - 95,1 % — білих - 0,7 % — азіатів - 0,4 % — корінних американців - 0,1 % — чорних або афроамериканців - 2,1 % — осіб інших рас |

До двох чи більше рас належало 1,6 %. Частка іспаномовних становила 7,4 % від усіх жителів.
За віковим діапазоном населення розподілялося таким чином: 20,7 % — особи молодші 18 років, 57,0 % — особи у віці 18—64 років, 22,3 % — особи у віці 65 років та старші. Медіана віку мешканця становила 45,4 року. На 100 осіб жіночої статі у місті припадало 95,0 чоловіків;  на 100 жінок у віці від 18 років та старших — 93,3 чоловіків також старших 18 років.
Середній дохід на одне домашнє господарство  становив 52 625 доларів США (медіана — 34 984), а середній дохід на одну сім'ю — 66 440 доларів (медіана — 65 114). За межею бідності перебувало 12,0 % осіб, у тому числі 21,8 % дітей у віці до 18 років та 5,7 % осіб у віці 65 років та старших.
Цивільне працевлаштоване населення становило 1593 особи. Основні галузі зайнятості: освіта, охорона здоров'я та соціальна допомога — 26,7 %, роздрібна торгівля — 16,2 %, транспорт — 14,8 %.
За даними перепису 2000 року,
на території муніципалітету мешкало 3548 людей, було 1539 садиб та 980 сімей.
Густота населення становила 323,1 осіб/км². Було 1764 житлових будинків.
З 1539 садиб у 27,0% проживали діти до 18 років, подружніх пар, що мешкали разом, було 52,7 %,
садиб, у яких господиня не мала чоловіка — 7,9 %, садиб без сім'ї — 36,3 %.
Власники 32,2 % садиб мали вік, що перевищував 65 років, а в 16,8 % садиб принаймні одна людина була старшою за 65 років.
Кількість людей у середньому на садибу становила 2,24, а в середньому на родину 2,83.
Середній річний дохід на садибу становив 35 208 доларів США, а на родину — 42 623 доларів США.
Чоловіки мали дохід 34 940 доларів, жінки — 20 185 доларів.
Дохід на душу населення був 19 069 доларів.
Приблизно 6,9 % родин та 8,9 % населення жили за межею бідності.
Серед них осіб до 18 років було 9,9 %, і понад 65 років — 8,6 %.
Середній вік населення становив 43 років.